# Hannah Poling
Hannah Poling est une fillette américaine originaire d'Athens, en Géorgie, victime d'un accident de vaccination. 
Elle est surtout connue à travers la récupération dont son cas a fait l'objet dans le cadre de la controverse sur le rôle de la vaccination dans l'autisme. Ce cas représente un tournant dans la longue bataille qui oppose les groupes de pression de part et d'autre de la question vaccinale.

## Analyse médicale
Le cas d'Hanna Poling a été étudié par le pédiatre américain Paul A. Offit. D'après lui, lorsqu'elle a reçu les vaccins DTP, Hib et ROR à l'âge de 19 mois, elle était décrite comme une enfant communicative et joyeuse. Deux jours après la vaccination, elle est décrite comme « léthargique, irritable et fébrile ». Dix jours plus tard, elle présente une éruption cutanée qui semble correspondre à une varicelle causée par le vaccin. Au terme de nombreux examens, elle est diagnostiquée avec une encéphalopathie, causée par une maladie mitochondriale, maladie génétique susceptible de se révéler ou de s'aggraver lors d'infections ou de stress.  
Paul A. Offit note que les symptômes d'Hanna Poling sont proches de ceux de l'autisme, incluant des problèmes de langage, de communication, et de comportement.

## Jugement de laVaccine Court
Hannah Poling a reçu cinq vaccins à l'âge de 18 mois, puis a présenté des symptômes d'autisme régressif. Ses parents ont porté l'affaire devant la justice. L’Office of Special Masters (de la) Court of Federal Claims des États-Unis, aussi appelée « vaccine court », rend un jugement favorable à la famille, attribuant une compensation financière aux parents d'Hanna Poling pour accident de vaccination, jugeant que le vaccin a pu jouer un rôle déclenchant. 
La somme de 1 million et demi de dollars compense les soins, les pertes de revenus et les souffrances encourues pour la première année. Approximativement, 20 millions de dollars lui sont accordés pour le reste de sa vie. 
Julie Gerberding, présidente de Merck Vaccins, lorsqu'elle était directrice des Centers for Disease Control (l'agence de la santé américaine), déclaré en référence à ce jugement « Le gouvernement n'a émis absolument aucune déclaration indiquant que les vaccins sont une cause d'autisme. Ceci ne représente rien d'autre qu'une situation très spécifique et une très triste situation en ce qui concerne la famille de l'enfant atteint »,.
Le Time commente en ces termes : « Il est indéniable que la décision de la cour d'accorder des compensations à la famille Poling fait une fissure — un point d'interrogation — dans ce qui a été une défense tous azimuts de l'innocuité des vaccins au regard de l'autisme. Si Hannah Poling avait une condition préexistante qui l'a rendue vulnérable à une atteinte par vaccin, il est évident que d'autres enfants pourraient avoir de telles vulnérabilités »,.

## Récupération par le mouvement anti-vaccins
En 2006, l'étude de cas d'une fillette de 19 mois (dont les auteurs sont Jon Poling, père de Hannah, et Andrew Zimerman, expert) décrit sa correspondance aux critères diagnostiques de l'autisme. Ce jugement initial a été publié de manière anonymisée mais les parents tenteront d'obtenir la déclassification des pièces de la procédure, demande qui sera rejetée. Le jugement rendu est présenté dans les médias américains comme étant une preuve selon laquelle les vaccins peuvent causer l'autisme. Le 6 mars 2008, Jon Poling, le père d'Hanna Poling, tient une conférence de presse durant laquelle il présente ce jugement comme un « espoir pour les autres familles » dont des enfants ont développé des troubles autistiques après la vaccination, avec l'appui de son avocat, Clifford Shoemaker, spécialisé dans la défense des familles concernées par les accidents de vaccination. Michael Specter l'analyse comme étant une récupération de la part de Clifford Shoemaker, alors sollicité par de nombreuses familles qui estiment que l'autisme serait causé par la vaccination. 
Pour Mark Reber, Hannah Poling présente un « autisme syndromique » causé par sa maladie mitochondriale.

### Citations originales
1. ↑  The government has made absolutely no statement indicating that vaccines are a cause of autism. This does not represent anything other than a very specific situation and a very sad situation as far as the family of the affected child.
2. ↑  (T)here's no denying that the court's decision to award damages to the Poling family puts a chink -- a question mark -- in what had been an unqualified defense of vaccine safety with regard to autism. If Hannah Poling had an underlying condition that made her vulnerable to being harmed by vaccines, it stands to reason that other children might also have such vulnerabilities.